# Aguelmam Azegza
Aguelmam Azegza (en berbère : ⴰⴳⵍⵎⴰⵎ ⴰⵣⴳⵣⴰ, qui signifie « lac vert » ; en berbère : أڭلمام أزڭزا) est un lac naturel localisé à l’est de la ville de Khénifra au Maroc, à une vingtaine de kilomètres à vol d'oiseau. Situé dans la grande cédraie d'Ajdir n-Izaïane, il fait partie du parc national de Khénifra.

## Présentation
D'origine karstique, ce lac d'une superficie d'environ 62 ha (longueur maximale : 1,66 km ; largeur maximale : 0,42 km) se situe à une altitude de 1 474 m. Enclavé et occupant une zone dépressive d'une profondeur moyenne de 26 m, il est entouré de reliefs calcaires, couverts d'une forêt à prédominance de cèdres et de chênes. Sa situation en pleine cédraie moyen-atlasique – la cédraie d’Ajdir Izayane – lui confère une couleur bleu vert bien particulière.
Le bioclimat de sa région est de type sub-humide à humide ; les précipitations moyennes y sont estimées à 1 150 mm par an.
Les eaux de ce lac sont riches en poissons de différentes espèces, tanches, carpes, gardons,perches ou encore brochets. Ce dernier, très apprécié pour la qualité de sa chair, a tendance à disparaître, du fait de la dégradation du biotope par l'homme (pêche abusive et pollution)[réf. nécessaire]. Beaucoup de ces espèces de poissons sont allochtones : elles ont été introduites par les services français des Eaux et Forêts au début du XXe siècle.
En raison du manque de précipitations pendant les années 80, le lac a connu une baisse alarmante de son niveau[réf. nécessaire]. Son emplacement en pleine cédraie d'Ajdir Izayane a amené les autorités à faire du lac et de sa région un site éco-touristique. Ce lac a été classé patrimoine national, à la suite de l'arrêté du 29 juillet 1949.